# ブラントーム (競走馬)
ブラントーム (Brantôme)は、フランスで生産および調教された競走馬、のち種牡馬。
2歳時にはフランスの2歳主要競走を無敗のまま制覇し、2歳三冠馬といわれることもある。3歳時も無敗のままプール・デッセ・デ・プーラン、リュパン賞、ロワイヤルオーク賞、凱旋門賞などに勝ったが、ジョッケクルブ賞はインフルエンザのため回避しており仏四冠馬は逸した。5歳時も現役を続け、イギリスのアスコットゴールドカップ制覇を目指したが、シャンティイでの放馬アクシデントの影響により敗れた。
競走馬引退後は種牡馬となり、ナチス・ドイツのフランス侵攻によりドイツに送られる経験をしながらも、ヴューマノワール (Vieux Manoir) らの後継種牡馬を残した。父系子孫はブラントーム系と呼ばれる。

## 生涯
ブラントームは1931年にフランス・カルヴァドス県にあるロチルド家（英語読みでロスチャイルド家）所有のモートリー牧場（フランス語: Haras de Méautry）で生まれた。アイルランド供用の父ブランドフォードは、受胎率の低さというハンデを抱えながらも、産駒からダービーステークス勝ち馬を4頭出し、イギリス及びフランスでリーディングサイアーになる人気種牡馬である。ブラントームは父に似て体高15.2ハンド (約154cm)と小柄な馬であったが、端正で美しい馬であったとされている。母ヴィタミン (Vitamine) は27号族に属する馬で、半妹は牝馬ながらパリ大賞に勝つクルディテ (Crudité) である。ブラントームはフランス南西部の街ブラントームから名付けられ、エドゥアール・ド・ロチルド所有馬として、リュシアン・ロベール (Lucien Robert) 調教師のもとで競走馬としての調教を受けた。

### 競走馬時代
ブラントームは2歳になった1933年6月にロンシャン競馬場のマルタンヴァス賞(1000m)でデビューし、ピッチ走法で相手を寄せ付けず、シャルル・ブイヨン (Charles Bouillon) 騎手が追う暇もないほど楽勝する。続く7月にはメゾンラフィット競馬場のロベールパパン賞(1200m)を2馬身差で1分15秒2のレコード勝ち、8月にはドーヴィル競馬場のモルニ賞(1200m)を1馬身半差、10月にはロンシャンのグランクリテリウム(1600m)も1馬身半差といずれも着差は広げないものの、ほぼ馬なりのまま制覇して、史上初の仏2歳三冠馬となった。この年のフリーハンデでは2位に3.5kg差の63kgという高い評価が与えられた。
翌1934年はロンシャンのセヴレ賞(1600m)を3頭立てながら6馬身差で勝つと、プール・デッセ・デ・プーラン(1600m)でも後のパリ大賞優勝馬アドミラルドレイク (Admiral Drake) に3馬身差をつけて優勝、距離が伸びたリュパン賞(2100m)も2馬身半差で優勝する。しかしながら、次はジョッケクルブ賞ではなくイギリス遠征をしてダービーステークスで9戦無敗のコロンボ（英語: Colombo）や同じブランドフォード産駒の上がり馬ウインザーラッド（英語: Windsor Lad）と勝負するかなど話題が盛り上がるなか、ブラントームはインフルエンザのためジョッケクルブ賞にもダービーステークスにも出走できないまま秋を迎えることになってしまった。復帰戦は9月のロンシャンのロワイヤルオーク賞(3000m)で、行きっぷりが悪く後方追走する姿に場内からざわめきが起こるも、直線で一気に加速して、ゴール前ではAstronomerを首差交わして優勝した。10月の凱旋門賞では1.1倍に支持され、先行するアガ・カーン3世所有でこの年のアスコットゴールドカップ優勝馬フェリシテーション（英語: Felicitation）を交わすと、サンクルー大賞優勝馬アシュエリス (Assuerus) の追撃も2馬身振り切って、2年間無敗の9連勝を達成した。この年のフリーハンデでは、アドミラルドレイクやイーストン（英語: Easton）を5kg近く凌ぐ、68kgという高い評価が与えられた。
ブラントームは、長距離レースを制して最強馬を名乗るため、4歳になった1935年も現役を続け、初戦の5月のエドガールジロワ賞(3800m)を2馬身半差で制すると、カドラン賞(4000m)は15馬身差で4分23秒04のレコード勝ちを記録する。そして、大目標であったイギリスのアスコットゴールドカップ(20f)遠征を決行する。ここにはブラントームが出走することができなかったダービーステークスに加えてセントレジャーステークスにも優勝した英二冠馬ウインザーラッドも出走を予定していたが、回避したため英仏最強馬対決は実現しなかった。しかしながら、またもブラントームに不運が起こり、レースの11日前に放馬してしまいシャンティイの街中を疾走し、3本の脚で落鉄、精神的にもコンディションを崩し、出走を強行するもティベリウス (Tiberius) の5着に敗れ、連勝も止まってしまった。その後、9月に復帰してロンシャンのプランスドランジュ賞を勝って、凱旋門賞連覇に挑むもサモス (Samos) の4着と敗れた。

### 競走成績
- 1933年（4戦4勝）
  - グランクリテリウム(1600m)、モルニ賞(1200m)、ロベールパパン賞(1200m)、マルタンヴァス賞(1000m)

- 1934年（5戦5勝）
  - プール・デッセ・デ・プーラン(1600m)、リュパン賞(2100m)、ロワイヤルオーク賞(3000m)、凱旋門賞(2400m)、セヴレ賞(1600m)

- 1935年（5戦3勝）
  - カドラン賞(4000m)、プランスドランジュ賞(2400m)、エドガールジロワ賞(3800m)

### 種牡馬時代
モートリー牧場で種牡馬生活を開始したが、ナチス・ドイツのフランス侵攻によりドイツのグラディツ牧場へ送られ、終戦をドイツ国内のアルテフェルト牧場で迎えることになった。戦後、片目の視力を失ってロチルドのもとに帰ったブラントームは1952年にロチルドの死を追うように亡くなった。ロチルドの跡を継いだギー・ド・ロチルド男爵の手には、その産駒ヴューマノワールやドラゴンブラン (Dragon Blanc) が遺され、リーディングサイアーとなったヴューマノワールからも多くの種牡馬が生まれブラントーム系を形成した。

#### 主な産駒
- Pensbury(FR,1940) - 1943年 パリ大賞
- Vieux Manoir(FR,1947) - 1950年 パリ大賞
- Dragon Blanc(FR,1950) - 1952年 グランクリテリウム

## 血統表
| ブラントームの血統       | ブラントームの血統                             | ブラントームの血統                             | （血統表の出典）                               | （血統表の出典） |
| 父系                     | ブランドフォード系                             | ブランドフォード系                             | ブランドフォード系                             | [ § 2 ]          |
| 父 Blandford 1919 黒鹿毛 | 父の父Swynford 1907 黒鹿毛                     | John o'Gaunt                                   | Isinglass                                      | Isinglass        |
| 父 Blandford 1919 黒鹿毛 | 父の父Swynford 1907 黒鹿毛                     | John o'Gaunt                                   | La Fleche                                      |                  |
| 父 Blandford 1919 黒鹿毛 | 父の父Swynford 1907 黒鹿毛                     | Canterbury Pilgrim                             | Tristan                                        | Tristan          |
| 父 Blandford 1919 黒鹿毛 | 父の父Swynford 1907 黒鹿毛                     | Canterbury Pilgrim                             | Pilgrimage                                     |                  |
| 父 Blandford 1919 黒鹿毛 | 父の母Blanche 1912 鹿毛                        | White Eagle                                    | Gallinule                                      | Gallinule        |
| 父 Blandford 1919 黒鹿毛 | 父の母Blanche 1912 鹿毛                        | White Eagle                                    | Merry Gal                                      |                  |
| 父 Blandford 1919 黒鹿毛 | 父の母Blanche 1912 鹿毛                        | Black Cherry                                   | Bendigo                                        | Bendigo          |
| 父 Blandford 1919 黒鹿毛 | 父の母Blanche 1912 鹿毛                        | Black Cherry                                   | Black Duchess                                  |                  |
| 母 Vitamine 1924 鹿毛    | 母の父Clarissimus 1913 栗毛                    | Radium                                         | Bend Or                                        | Bend Or          |
| 母 Vitamine 1924 鹿毛    | 母の父Clarissimus 1913 栗毛                    | Radium                                         | Taia                                           |                  |
| 母 Vitamine 1924 鹿毛    | 母の父Clarissimus 1913 栗毛                    | Quintessence                                   | St. Frusquin                                   | St. Frusquin     |
| 母 Vitamine 1924 鹿毛    | 母の父Clarissimus 1913 栗毛                    | Quintessence                                   | Margarine                                      |                  |
| 母 Vitamine 1924 鹿毛    | 母の母Viridiflora 1912 黒鹿毛                  | Sans Souci                                     | Le Roi Soleil                                  | Le Roi Soleil    |
| 母 Vitamine 1924 鹿毛    | 母の母Viridiflora 1912 黒鹿毛                  | Sans Souci                                     | Sanctimony                                     |                  |
| 母 Vitamine 1924 鹿毛    | 母の母Viridiflora 1912 黒鹿毛                  | Rose Nini                                      | Le Sancy                                       | Le Sancy         |
| 母 Vitamine 1924 鹿毛    | 母の母Viridiflora 1912 黒鹿毛                  | Rose Nini                                      | Rosewood                                       |                  |
| 母系(F-No.)              | 27号族(FN:27-a)                                | 27号族(FN:27-a)                                | 27号族(FN:27-a)                                | [ § 3 ]          |
| 5代内の近親交配          | Isonomy 5 × 5 = 6.25%、St. Simon 5 × 5 = 6.25% | Isonomy 5 × 5 = 6.25%、St. Simon 5 × 5 = 6.25% | Isonomy 5 × 5 = 6.25%、St. Simon 5 × 5 = 6.25% | [ § 4 ]          |
| 出典                     | 1. 2. 3. 4.                                    | 1. 2. 3. 4.                                    | 1. 2. 3. 4.                                    | 1. 2. 3. 4.      |